# Protapanteles circumvectus
Protapanteles circumvectus är en stekelart som först beskrevs av Lyle 1918.  Protapanteles circumvectus ingår i släktet Protapanteles och familjen bracksteklar. Inga underarter finns listade i Catalogue of Life.